# Maître Cruchot
Pour les articles homonymes, voir Cruchot.
Maître Cruchot est un personnage de La Comédie humaine d’Honoré de Balzac, né à Saumur à une date inconnue, où il meurt en 1828. Il apparaît essentiellement dans Eugénie Grandet.
A Saumur, avec son frère, l'abbé Cruchot, son neveu, Bonfons Cruchot et l'ensemble du clan Cruchot, il appartient au « parti des cruchotins », pouvoir régional discret mais puissant. C'est lui qui se charge des placements usuraires de Félix Grandet.
En 1819, il assiste à l'arrivée de Charles Grandet. Notaire du père Grandet, les deux hommes échangent leur savoir sur la manière de « faire de l'argent ». Le père Grandet lui explique comment il faut s'y prendre pour planter des peupliers aux frais de l'État. Cruchot lui donne un cours sur la manière de gérer avantageusement une faillite, plus précisément celle de Guillaume Grandet, père de Charles. Seul Cruchot comprend les motivations de l'avarice de Grandet.
Toutefois, il est épouvanté par la cruauté de son compère lorsque madame Grandet lui apprend quels sévices il fait subir à Eugénie. Il promet d'intervenir et soudain, l'avarice de Grandet l'épouvante à son tour.
Il a le plaisir d'assister au mariage de son neveu et de la jeune fille un an après la mort de Félix Grandet.
Pour les références, voir :
- Liste alphabétique des personnages d'Honoré de Balzac